# La France libre (revue)
 (juillet 2024).
Si vous disposez d'ouvrages ou d'articles de référence ou si vous connaissez des sites web de qualité traitant du thème abordé ici, merci de compléter l'article en donnant les références utiles à sa vérifiabilité et en les liant à la section « Notes et références ».
Pour les articles homonymes, voir France libre (homonymie).
La France libre est une revue mensuelle fondée à Londres en novembre 1940 et dirigée jusqu'en décembre 1946 par André Labarthe (1902-1967).

## Histoire
Avec Martha Jansen-Lecoutre et Stanislas Szymanczyk, deux anciens du RUP (Rassemblement universel pour la paix), bientôt rejoints par Raymond Aron, et l'appui financier de l'Intelligence Service, Labarthe fonde la revue mensuelle La France Libre (domiciliée au 15 Queensbury Place, à Londres), qui est publiée du 15 novembre 1940 à décembre 1946.
Tirée à 10 000 exemplaires (elle passe de 8 000 exemplaires en 1940 à 25 000 à la Libération selon Thierry Cottour), cette revue se distingue par sa haute qualité intellectuelle et ses nombreux collaborateurs, parmi lesquels se distinguent Georges Bernanos, Albert Cohen, Ève Curie, Henri Focillon, Camille Huysmans, Jacques Maritain, Robert Marjolin, Jules Roy, Thomas Mann, John Dos Passos ou Herbert George Wells ; mais aussi André Labarthe lui-même, Joseph Kessel, Romain Gary, Jean-Paul Sartre, Roger Caillois, Jules Monnerot, Raymond Aron, Etiemble, Camille Rougeron, Pierre Mendès France, Pierre Gallois, etc., plus des lettres de De Gaulle et de Churchill...
Très appréciée de la presse anglo-saxonne, une édition spéciale, mise au point à l'été 1943, est larguée sur la France par la Royal Air Force. À la même époque, la revue s'installe à Alger.

## Philosophie
Pour Labarthe, cette revue a pour mission d'entreprendre une « croisade des idées » pour lutter contre « l'acceptation morale de la défaite » et restaurer une civilisation fondée sur la « liberté humaine ».
Lors de la création de cette revue, le directeur de publication André Labarthe est directeur du service de l’armement à l’état-major de la France libre. Quant au secrétaire de rédaction, qui signe une « chronique de France » sous le pseudonyme de René Avord, il s’agit de Raymond Aron, précédemment passé par la 1re compagnie de chars de combat de la France libre.
En dépit de cette proximité initiale avec le mouvement du général de Gaulle, les relations entre Labarthe et de Gaulle s’envenimant au cours de l’année 1941, La France libre prend, selon le mot de Raymond Aron, une tournure « agaulliste ». — « Labarthe, trublion de la première France Libre, en est un des personnages les plus originaux. Trente-huit ans, un esprit brillant consumé de passion ; une ressemblance avec Robespierre qu'il cultive jusque dans le souci de l'élégance et dans le visage imperceptiblement poudré ; un don de séduction qu'entretient une flamme intérieure nourrie des souvenirs de la Révolution française et d'une enfance plébéienne dont il se fait gloire (sa mère était femme de ménage) ; mais d'abord, la capacité de parler de tout avec talent » (Jean-Louis Crémieux-Brilhac, La France Libre de l'appel du 18 juin à la Libération).
Selon le même Jean-Louis Crémieux-Brilhac, le philosophe, sociologue et journaliste Raymond Aron (1905-1983), qui tend à considérer le gaullisme comme un bonapartisme, était « le seul antigaulliste non passionnel de Londres ». 
La revue  constitua sans doute l’un des premiers « think tanks » stratégiques interdisciplinaires et internationaux du monde occidental : stratèges civils (Szymonzyk, Labarthe), politistes et philosophes (Raymond Aron), écrivains militaires (Pierre Gallois[Lequel ?], Camille Rougeron), économistes (Robert Marjolin) contribuèrent à la revue et abordèrent les problèmes de la guerre en cours dans toutes ses dimensions.
Les réunions éditoriales où se confrontaient et se testaient les idées formaient comme un séminaire de recherche en continu. Si La France libre était plus largement une revue culturelle, avec des contributions sur l’art et la littérature, le mode de fonctionnement que nous décrivons exista incontestablement pour traiter des problèmes stratégiques.